# Wareniklina
Wareniklina – organiczny związek chemiczny, wielopierścieniowy związek heterocykliczny. Stosowany do leczenia uzależnienia od nikotyny, zarejestrowany przez Komisję Europejską we wrześniu 2006 roku.

## Mechanizm działania
Wareniklina selektywnie wiąże się z neuronalnymi nikotynowymi receptorami cholinergicznymi α4β2 jako częściowy agonista (ma działanie agonistyczne przy niższej od nikotyny aktywności wewnętrznej i antagonistyczne w obecności nikotyny). Ma wyższe powinowactwo do tego receptora niż nikotyna, po związaniu z receptorem wywołuje efekt wystarczający do osłabienia głodu nikotynowego i objawów abstynencyjnych.

## Wskazania
Leczenie uzależnienia nikotynowego u osób dorosłych.

## Preparaty
- Champix (Pfizer) – tabletki powlekane 1 mg i 0,5 mg

Główny Inspektor Farmaceutyczny 28 września 2021 roku wycofał z obrotu na terenie polski lek Champix. Wycofanie z obrotu leku nastąpiło na wniosek podmiotu odpowiedzialnego, jakim jest firma Pfizer Europe MA EEIG. Przyczyną wycofania było stwierdzeniem obecności N-nitrozo-warenikliny (substancji rakotwórczej) powyżej limitów ustalonych przez Komitet ds. Produktów Leczniczych Stosowanych u Ludzi Europejskiej Agencji Leków.